# 1453 - Fatih Aşkına
1453 - Fatih Aşkına es un álbum de música New Age compuesto por Can Atilla.

## Pistas
1. Önce güneş tutuldu 			1:13
2. 1453 - Fetih 			4:44
3. Constantinopole 			5:27
4. Boğaziçi Rüyaları 			5:22
5. Yeni Hayat 			        4:56
6. Gülbahar 			        4:47
7. Rumeli Hisarı'nın Yapılışı 	        5:01
8. Zeynep Hatun'un Gizli Aşkı 		3:30
9. Kahramanların Hikayesi 		4:49
10. Bellini Portreyi Yaparken 		3:26
11. Ak Şemsettin'in Rüyası 		4:26
12. Ayasofya Yakarışları 		3:43
13. Vakekerna Azizeleri 			4:27
14. Sultanlar Aşkına 			4:59
15. Sultanlar Aşkına (Radyo Remix) 	7:01